# The Phantom Horseman
The Phantom Horseman er en amerikansk stumfilm fra 1924 instrueret af Robert North Bradbury.

## Medvirkende
- Jack Hoxie som Bob Winton
- Lillian Rich som Dorothy Mason
- Neil McKinnon som Fred Mason
- Wade Boteler som Jefferson Williams
- William McCall som Deputy Sheriff
- Ben Corbett som Benny
- George A. Williams
- Ruby Lafayette